# Michael Dei-Anang
Michael Dei-Anang (n. 1909, Mampong, Ghana - d. 1977) a fost un poet și dramaturg de limba engleză din Ghana.
Reprezentant al grupării Pilot Pioneers, lirica sa are un caracter anticolonial și are drept scop deșteptarea conștiinței naționale.

## Opera
- 1946: Poezii îndărătnice din Africa ("Wayward Lines from Africa");
- 1960: Scăunelul de aur al lui Okomfo Anokye ("Okomfo Anokye's Golden Stool");
- 1960: Africa vorbește ("Africa Speaks");
- 1962: Două chipuri ale Africii ("Two Faces of Africa").